# Halysidota leda
Halysidota leda är en fjärilsart som beskrevs av Druce 1890. Halysidota leda ingår i släktet Halysidota och familjen björnspinnare. Inga underarter finns listade i Catalogue of Life.